# Tetrathemis polleni
Tetrathemis polleni là một loài chuồn chuồn ngô thuộc họ Libellulidae. Nó được tìm thấy ở Angola, Cộng hòa Congo, Cộng hòa Dân chủ Congo, Bờ Biển Ngà, Ghana, Kenya, Madagascar, Malawi, Mozambique, Nigeria, Somalia, Nam Phi, Tanzania, Uganda, Zambia, Zimbabwe, và có thể Burundi. Các môi trường sống tự nhiên của chúng là các khu rừng ẩm ướt đất thấp nhiệt đới hoặc cận nhiệt đới, vùng đất có cây bụi nhiệt đới hoặc cận nhiệt đới, vùng cây bụi ẩm khu vực nhiệt đới hoặc cận nhiệt đới, sông, sông có nước theo mùa, đất ngập nước với cây bụi là chủ yếu, đầm lầy, hồ nước ngọt, hồ nước ngọt có nước theo mùa, đầm nước ngọt, và đầm nước ngọt có nước theo mùa.